# 伦纳德·西弗利特
伦纳德·乔治·西弗利特（英語：Leonard George Siffleet；1916年1月14日—1943年10月24日）是澳大利亚陆军的一名突击队员。他出生于新南威尔士州的冈尼达，并于1941年加入澳大利亚第二帝国军团，1943年晋升中士军衔。西弗利特被派往侦察部M特别部队，在巴布亚新几内亚执行任务时，他和两名安汶人同伴被俘虏并被移交给日本人。三人都被审问、拷打，后来都被斩首。一张西弗利特即将被处决的照片成为二战中的一張經典照片，照片中的他經常被其他人誤認為是別人，例如經常被誤認為是飞行中尉比尔·牛顿。

## 新几内亚战役
在墨尔本皇家理工大学接受无线电通信培训后，西弗利特于1942年9月自愿参加特种作战，并被派往墨尔本盟军情报局的服务侦察部（SRD）。他于10月加入Z特种部队，并被转移到昆士兰远北地区的凯恩斯进行进一步的作战训练。1943年5月，西弗利特被分配到荷兰分部担任无线电操作员，晋升为中士。同月，他被分配至M特种部队，参加了在荷属新几内亚查亚普拉的山上建立海岸观察站的任务。观察站指挥官Eric Feldt将其描述为“AIF中最优秀的士官，年轻而能干”。
西弗利特和皇家荷兰海军的斯塔弗曼中士组成了一个侦查小组，并于7月开始在新几内亚东北部执行任务，在8月和9月期间曾徒步穿越山区。在某个时候，斯塔弗曼为了进一步探索乡村而与其他人分开，并被一群当地人伏击。斯塔弗曼被抓获并据报被杀。西弗利特向其他人发出信号，注意敌对的土著和日本巡逻队。十月初之后西弗利特就已经失联。

## 死亡

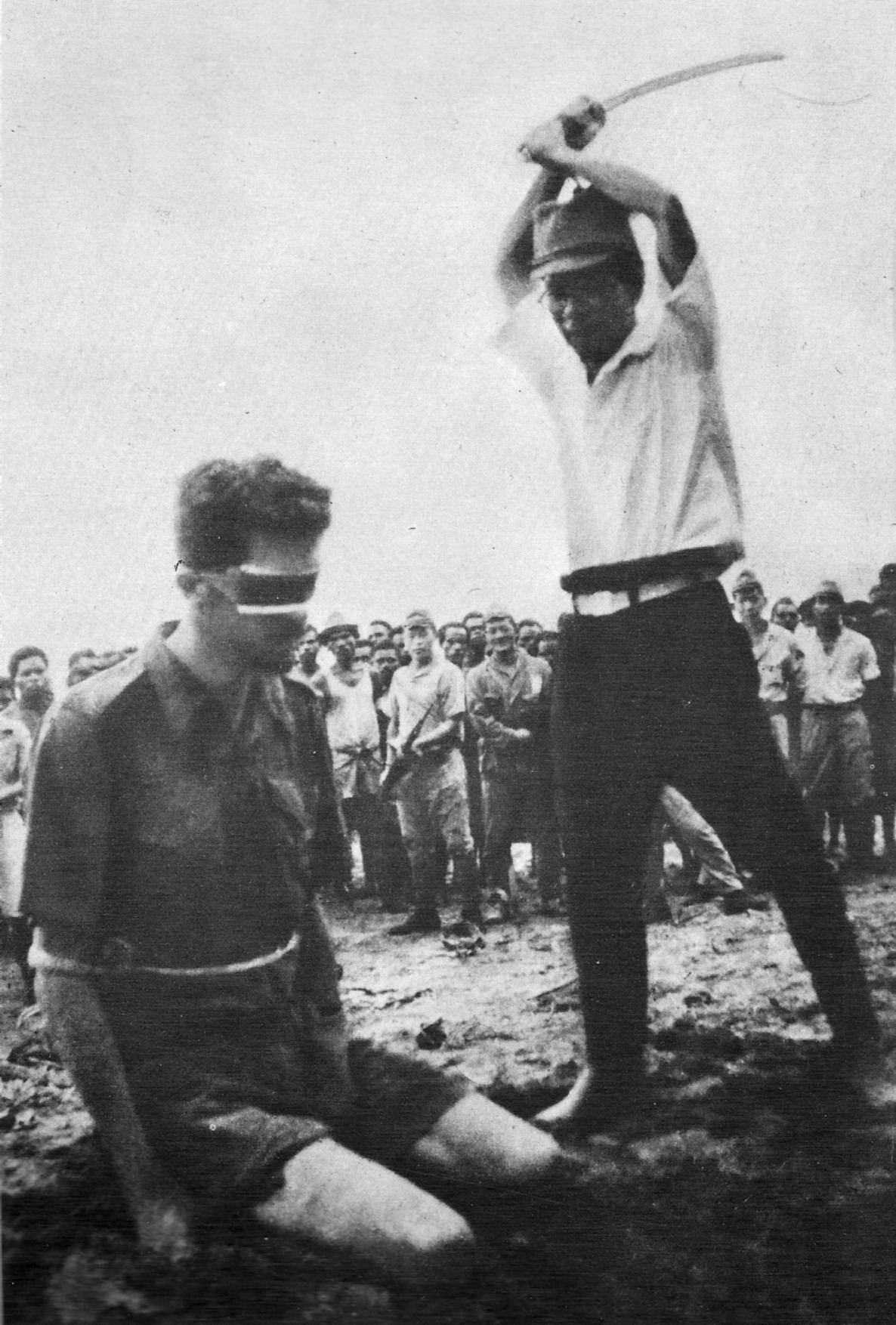
西弗利特被处决

西弗利特的侦察队在艾塔佩附近遭到了约100名当地村民的伏击，在短暂的混战之后，西弗利特开枪打伤了一名袭击者，但小队还是被俘虏并被交给了日本人。经过审讯和折磨，这支队伍被关押了大约两周，然后于1943年10月24日下午被带到艾塔佩海滩。小队被日本人和当地的围观者包围，小隊成員被束缚和蒙住眼睛，他们被迫跪在地上并被斩首，这是日本帝国海军中将镰田道章下達的命令。处决西弗利特的军官下令让一名士兵在现场为他拍照。有各种报道称，该军官在战争结束时被抓获并被判处绞刑，随后减刑为10年有期徒刑。
西弗利特被斩首的照片被美军于1944年4月在一具日军的尸体上发现。该照片被认为是唯一一张西方战俘被日本士兵处决的照片。 这张照片被发表在澳大利亚报纸和杂志上，但被误认为是飞行中尉比尔·牛顿，他其實是在巴布亚新几内亚的萨拉毛阿被捕，并于1943年3月29日被斩首。它后来在澳大利亚战争纪念馆展出。尽管西弗利特在1945年被确认为图中的士兵，但该图像有时仍被一些消息来源误认为是比尔·牛顿。